# هوبا هوبا سبيريت
هوبا هوبا سبيريت, فرقة غنائية مغربية تمزج في أغانيها بين أساليب موسيقية شتى كالروك والريغي وموسيقى غناوة, وتتطرق كلمات أغانيهم إلى مواضيع تهم المجتمع المغربي عامة والشباب خاصة، أما اللغة التي يغنون بها فهي الدارجة المغربية والفرنسية والإنجليزية.

## أعضاء الفرقة
- رضى العلالي
- أنور الزهواني
- عادل حنين
- سعد بويدي
- عثمان حميمر

## الأعمال الموسيقية

### الألبومات
- هوبا هوبا سبيريت

1. كازا
2. سوداني
3. ماريكان
4. كناوا باوز
5. فين غادي بيا
6. باستا الحيحا
7. لا تِلِ(La Télé)
8. الحريق

- بلاد سكيزوفرِن

1. جمال(Jamal)
2. بلاد سكيزو
3. شالالا...
4. ماعجبتينيش
5. الكلب
6. أوريورا
7. القايد موتورهيد (El Caïd Mötorhead)
8. سدينا وشكرا

- تراباندو (2007)

1. هوباز باك(Hoba's Back)
2. انتخابات
3. فهاماتور(Fhamator)
4. كالاخ
5. بازز  مع بيغ
6. مارادونا
7. الزردة
8. تيقار
9. ماروك اِن رول 2(Marock'n Roll II)
10. ميلودي
11. تراباندو
12. سوبر قايد

- الكدام (2008)

1. راديو هوبا
2. حياتي
3. واكل، شارب, ناعس مع عبد العزيز الستاتي
4. جدودنا كانو صحاح
5. 60%
6. ربيعة
7. فام اكتويِل(Femme Actuelle)
8. أرناك مونديال(Arnaque Mondiale)
9. القدام
10. سبوتنيك(Spoutnik)

- النفس والنية  (2009)

1. باب سبتة
2. انتيريست (Les Anesthésistes)
3. دارك بندير أرمي(Dark Bendir Army)
4. تيروريست(Terrorist)
5. بلاك موصيبا
6. فوضا
7. القناة الصغيرة
8. دبيلق
9. هابي هاور
10. قاضي حاجتو
11. النفس والنية
12. كلاخ نيكوف  (2013)
13. سيدي بوزكري  (Sidi Bouzekri )
14. كلاخ نيكوف  ( Kalakhnikov )

## وصلات خارجية
- هوبا هوبا سبيريت على موقع ميوزك برينز (الإنجليزية)
- هوبا هوبا سبيريت على موقع أول ميوزيك (الإنجليزية)
- هوبا هوبا سبيريت على موقع ديسكوغز (الإنجليزية)

موقع-وب ه.ه.س الرسمي